# دانشنامه جهان
دانشنامه جهان یک دائرةالمعارف علوم طبیعی و تشریح، یک کتاب چند دانشی است که بیشتر دربارهٔ آثار آسمانی سخن می‌گوید. مؤلف کتاب غیاث‌الدین علی بن علی امیران حسینی اصفهانی است و دانشنامه را در سال ۸۷۹ قمری در شهر بدخشان نوشته‌است. این کتاب یکی از دانشنامه‌های فارسی در سده ۹ق/۱۵م بشمارمی‌آید. چاپ این اثر در سال ۱۳۹۳ توسط انتشارات کتابخانه مجلس انجام شده‌است.
چند صفحه از این کتاب دربارهٔ کشف آب‌های زیرزمینی بحث شده‌است.

## تقسیم‌بندی کتاب
این کتاب دارای ده فصل، بیست اصل، چهار نتیجه و یک خاتمه است.

## فصل‌های کتاب
- در بیان پدید آمدن عقل کل و نفس کل به سبیل اجمال
- در بیان پدید آمدن افلاک و ترتیب ایشان
- در بیان گردش افلاک و مدت دور هر یک
- در بیان پیدا شدن عناصر و مکان هر یک
- در بیان تقسیم عناصر
- در کیفیاتی که لازم عناصر هستند
- در بیان طبقات عناصر.
- در بیان شکل افلاک و عناصر و چگونگی ایستادن زمین
- در بیان معنی و حقیقت جسم.
- در تقسیم جسم بسیط و مرکب

## اصل‌ها
- در استحالت عناصر
- در سبب پیدا شدن بخار و دخان
- در بیان پیدا شدن باد
- در بیان پیدا شدن ابر
- در بیان تولد باران
- در بیان پدید شدن برف
- در پیدا شدن تگرگ
- در پیداشدن شبنم
- در پیدا شدن رعد
- در پیدا شدن برف
- در پیدا شدن صاعقه
- در پیدا شدن کواکب منقصه و شهب و شهاب ثاقب
- در بیان علامات حمره
- در پیدا شدن شمسیات
- در حدوث نیازک
- در پیدا شدن قوس و قزح
- در پدید آمدن هاله
- در پیدا شدن زلزله
- در بیان برآمدن و آواز از زمین
- در پیدا شدن آب چشمه و کاریز و چاه

## نتیجه‌ها
- نتیجه اول در پیدا شدن معادن که اقسام آن حجریاتست
- نتیجه دوم در پیدا شدن نباتات و نفس و قوای آن
- نتیجه سوم در پیدا شدن حیوانات
- نتیجه چهارم در پیدا شدن انسان و بسیاری از نکات

## خاتمه
و بالاخره، خاتمه که دارای ۳۰ «وصله» است تشریح قانون ابن سینا را به اختصار ترجمه کرده‌است.